# Teerasil Dangda
Teerasil Dangda (* 6. června 1988 Bangkok) je thajský fotbalista.

## Klubová kariéra
S kariérou začal v Air Force United FC v roce 2005. Během své kariéry hrával za Rajpracha FC, Muangthong United FC, UD Almería, Sanfrecce Hiroshima a Shimizu S-Pulse.

## Reprezentační kariéra
Dangda odehrál za thajský národní tým v letech 2007–2019 celkem 98 reprezentačních utkání. S thajskou reprezentací se zúčastnil Mistrovství Asie ve fotbale 2007 a 2019.

## Statistiky
| Thajsko | Thajsko | Thajsko |
| Roky    | Záp.    | Góly    |
| ------- | ------- | ------- |
| 2007    | 7       | 2       |
| 2008    | 14      | 8       |
| 2009    | 7       | 2       |
| 2010    | 5       | 0       |
| 2011    | 6       | 3       |
| 2012    | 8       | 5       |
| 2013    | 6       | 1       |
| 2014    | 1       | 0       |
| 2015    | 10      | 4       |
| 2016    | 15      | 9       |
| 2017    | 6       | 2       |
| 2018    | 4       | 0       |
| 2019    | 9       | 3       |
| Celkem  | 98      | 39      |

## Úspěchy

### Klubové
Muangthong United FC
- Thai League 1: 2009, 2010, 2012, 2016

BG Pathum United FC
- Thai League 1: 2020/21